# Paraeuchaeta propinqua
Paraeuchaeta propinqua är en kräftdjursart som först beskrevs av Esterly 1906.  Paraeuchaeta propinqua ingår i släktet Paraeuchaeta och familjen Euchaetidae. Inga underarter finns listade i Catalogue of Life.